# Xã Albion, Quận Republic, Kansas
Xã Albion (tiếng Anh: Albion Township) là một xã thuộc quận Republic, tiểu bang Kansas, Hoa Kỳ. Năm 2010, dân số của xã này là 142 người.